# Kostel svatého Jiří (Moravské Prusy)
Římskokatolický farní Kostel svatého Jiří je kostel, jenž stojí ve vesnici Moravské Prusy poblíž okresního města Vyškov.

## Historie
Kostel byl vybudován v roce 1733 na místě původního shořelého při požáru roku 1700.